# Złoty kodeks gnieźnieński
Złoty kodeks gnieźnieński (łac. Codex aureus Gnesnensis), in. Ewangeliarz gnieźnieński – ewangeliarz powstały najprawdopodobniej w końcówce XI wieku. Przechowywany obecnie w Archiwum Archidiecezjalnym w Gnieźnie.
Czas powstania ustala się w oparciu o szczególne związki ww. kodeksu z wytworzonym ok. 1085 roku Kodeksem wyszehradzkim, który napisano z okazji koronacji Wratysława II. Należy on do grupy kodeksów tworzonych za pomocą szlachetnych kruszców i z wielką starannością. Przypuszcza się, że użyty został jako bardzo cenny dar lub jako manifestacja pobożności zleceniodawcy.

## Historia
Pokrewieństwo pomiędzy ewangelistarzem gnieźnieńskim a kodeksem czeskim uwidacznia się wyraźnie w sposobie wykonania miniatur, jak i w użytym rodzaju pisma. Oba kodeksy pisane są tzw. kapitałą kwadratową z domieszką uncjały i z użyciem podobnych systemów abrewiacji. Różnica polega na tym, że kiedy kodeks gnieźnieński cały napisany został za pomocą złota na purpurowym tle, w kodeksie czeskim „ozłocono” tylko kilka wybranych kart.
Powyższe podobieństwo skłania do koncepcji o czeskim pochodzeniu ewangelistarza gnieźnieńskiego (miałby on powstać w Pradze lub w Sazawie), lecz niewykluczone, że punktem wyjścia dlań była Ratyzbona.
Trudniejszym do ustalenia zagadnieniem jest sposób, w jaki powyższy kodeks znalazł się w Polsce. Pierwsza wzmianka o jego bytności w tym kraju pochodzi z 1603 roku, ale wiek rękopisu nie pozostawia wątpliwości, że przybył on do Polski znacznie wcześniej, prawdopodobnie za panowania Bolesława Szczodrego lub jego brata. Powody mogły być różne:
1. Wratysław II ofiarował kodeks Piastom w darze. Tym samym pozbawiałby się najcenniejszego ewangelistarza. Trudno przyjąć taki rozwój wypadków.
2. Kodeks został zamówiony przez Piastów w skryptorium czeskim lub bawarskim dla zamanifestowania swojej pobożności[d].
3. Kodeks został zamówiony na wyposażenie dopiero co odbudowanej katedry w Gnieźnie.
4. Któraś z żon Władysława Hermana przywiozła kodeks ze sobą; Judyta z Czech lub Judyta Maria z Bawarii (najprawdopodobniej odpowiedzialna za sprowadzenie Ewangeliarza emmeramskiego).

Historia Złotego kodeksu gnieźnieńskiego jest ściśle powiązana z historią Złotego kodeksu pułtuskiego.
Złoty kodeks gnieźnieński został wpisany na Listę Krajową Programu UNESCO „Pamięć Świata”.